# Siduron
Siduron ist ein selektives Herbizid aus der Gruppe der Phenylharnstoffe, das u. a. gegen Hirse wirksam ist.

## Eigenschaften
Es hat eine geringe Wasserlöslichkeit, ist flüchtig und aufgrund seiner chemischen Eigenschaften mäßig mobil mit einem hohen Potenzial zur Auswaschung ins Grundwasser. Es ist sowohl im Boden als auch im Wasser persistent. Es hat eine relativ geringe Toxizität für Säugetiere und es wird nicht erwartet, dass es sich bioakkumuliert. Gegenüber Vögeln, Fischen und Honigbienen besteht ebenfalls keine akute Toxizität. Aufgrund der oft großen Einsatzmengen und der hohen Persistenz des Pestizids, besteht für diese Tiere jedoch eine Gefahr von chronischen Vergiftungen.
Obwohl Siduron als selektives Herbizid gilt, kann es zu unerwünschten Vergiftungen von Pflanzen führen. So hat es z. B. eine akute Toxizität für Algen.

## Zulassung
In den USA wurde Siduron erstmals 1964 als Pestizid zugelassen. 2018 wurde die Zulassung wieder entzogen.
In der EU und in der Schweiz ist Siduron nicht zugelassen.
Per 1. Dezember 2005 war Siduron aus dem Anhang 8 (Zugelassene Wirkstoffe, die überprüft werden sollen) der Pflanzenschutzmittelverordnung gestrichen worden, ohne wieder in Anhang 1 (Für die Verwendung in Pflanzenschutzmitteln zugelassene Wirkstoffe) aufgenommen zu werden.